# 1/60 (動畫)
《1/60》，中文名稱為《六十分之一秒‧無限遠》，是由台灣知名插畫家VOFAN所獨立製作的第一個短篇動畫，片長大約1分多鐘左右，預告片於2006年11月9日在Youtube影音網站上傳，隨後在2008年4月3日上傳TRAILER版，兩著都達到了一萬多人次的點閱。

## 簡介
動畫內容完全沒有對白，搭配著華麗的光影技術，來表現場景和簡單的音樂，訴說一段攝影者拍攝著一位高中少女；但影片內容也傳達了，在我們按下快門拍照時，捕捉了精采那一瞬間，同時也失去了當面接觸時的最初感動，透過鏡頭來看著這個世界。

## 登場角色
- 男主角

一名攝影師，喜歡到處拍攝風景寫真。
- 女主角

一名高中少女，遇上了男主角，是男主角的拍攝對象。

## 製作人員[2]
- 製作：VOFAN
- 音樂：DOCO

## 外部連結
- VOFAN的獨立製作動畫"1/60．∞"預告片（页面存档备份，存于）
- 1/60．∞ TRAILER 2008（页面存档备份，存于）